# Гейден, Логин Логинович
Граф Логин Логинович Гейден (нем. Ludwig Heinrich Sigismund Reichsgraf van Heyden; 1806—1901) — российский генерал-адъютант (1849), адмирал (1861); член Государственного совета Российской империи (1895).

## Биография
Родился 6 (18) января 1806 года в Санкт-Петербурге; сын адмирала Логина Петровича Гейдена.
Получил домашнее образование, в 1818 году поступил волонтёром на Балтийский флот. В 1818—1822 годах совершил плавания на шхуне «Стрела», галете «Аглая» и бриге «Ахиллес». 7 марта 1821 года определён в гардемарины по Балтийскому флоту.
13 сентября 1821 года произведён в мичманы, со старшинством с 17 ноября 1820 года. 8 марта 1822 года назначен в 7-й флотский экипаж, 17 мая 1823 года переведён в 15-й флотский экипаж, 7 сентября 1824 года — в 21-й флотский экипаж, а 1 февраля 1826 года — в 5-й флотский экипаж. С 19 июля 1823 года по 25 июля 1826 годах совершил кругосветное плавание на шлюпе «Предприятие» (командир О. Е. Коцебу), за что награждён орденом Святой Анны 3-й степени. 14 октября 1826 года назначен адъютантом к начальнику Морского штаба, а 30 декабря того же года произведён в лейтенанты.
С 20 апреля по 7 июня 1827 года командовал шхуной «Опыт», после чего назначен на линейный корабль «Святой Андрей», а 28 августа 1827 года — на фрегат «Константин», на котором участвовал в крейсерстве по Средиземному и Адриатическому морям. 8 октября 1827 года отличился в Наваринском сражении с турецко-египетским флотом, за что награждён орденом Святого Владимира 4-й степени с бантом.

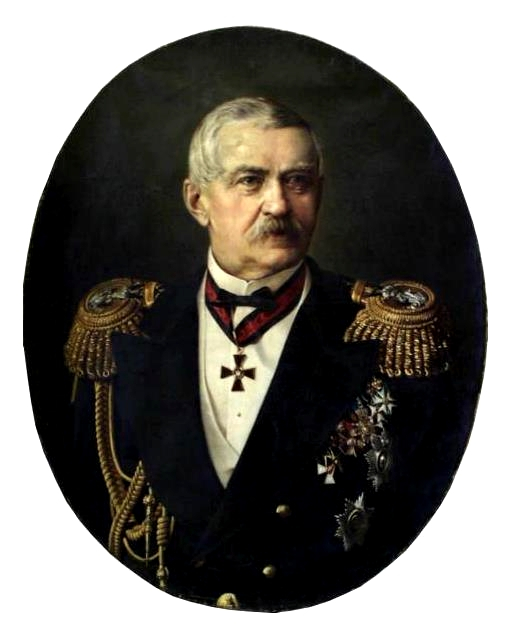
Портрет адмирала Л. Л. Гейдена.
Художник П. П. Заболотский, 1878

22 марта 1828 года зачислен в 1-й флотский экипаж, с оставлением адъютантом начальника Морского штаба. 24 июля 1829 года назначен командиром корвета «Львица» (с переводом в 11-й флотский экипаж), на котором продолжил крейсерство по Средиземному морю. В том же году удостоен ордена Святого Георгия 4-й степени за совершение 18 морских кампаний.
Находясь в Тулоне, участвовал в тушении пожара на французском корабле «Сцентр», за что был удостоен благодарности от правительства Франции. Летом 1830 года в Греции временно состоял при президенте графе И. Каподистрии. 30 августа 1830 года переведён в 5-й флотский экипаж, в октябре того же года вернулся в Кронштадт.
5 ноября 1830 года за отличие по службе произведён в капитан-лейтенанты. С мая по сентябрь 1831 года совершил плавание на «Львице» до Гавра и обратно в Кронштадт. 2 октября 1831 года назначен командиром фрегата «Беллона», с переводом в 27-й флотский экипаж, на котором в 1832—1833 годах неоднократно совершал плавания по Финскому заливу под штандартом Его Величества. 13 июня 1832 года пожалован во флигель-адъютанты, а 1 октября 1833 года назначен эскадр-майором Его Величества.
30 августа 1834 года за отличие по службе произведён в капитаны 2-го ранга, с 21 сентября 1834 года по 11 мая 1835 года командовал частью 27-го флотского экипажа в Санкт-Петербурге. 11 апреля 1836 года назначен управляющим Военно-походной по флоту канцелярии Его Императорского Величества. 25 июня 1837 года за отличие по службе получил чин капитана 1-го ранга. 
28 октября 1841 года назначен членом Пароходной комиссии (Пароходного комитета). 19 апреля 1842 года произведён в чин контр-адмирала с зачислением в Свиту Его Императорского Величества. 1 января 1848 года назначен непременным членом Морского учёного комитета, 30 августа того же года — исправляющим должность дежурного генерала Главного морского штаба. 3 апреля 1849 года назначен генерал-адъютантом Его Императорского Величества и утверждён в должности дежурного генерала.
В период с 1832 по 1850 год многократно сопровождал в поездках и плаваниях российских и иностранных высочайших особ, а также командировался с различными поручениями от императора Николая I. 
8 апреля 1851 года произведён в вице-адмиралы. В феврале 1855 года командирован в Швецию и Данию с извещением о вступлении на престол императора Александра II. 22 июня 1855 года, в связи с упразднением должности дежурного генерала Главного морского штаба, назначен членом «Комитета, высочайше учреждённого в 18 день августа 1814 года…» (Александровского комитета о раненых). 26 августа того же года назначен начальником дружин Орловского ополчения, с которыми в сентябре прибыл в Крым, после чего находился при императоре.
26 августа 1856 года назначен Ревельским военным губернатором и главным командиром Ревельского порта, состоя в этих должностях до 14 июля 1859 года. 23 апреля 1861 года произведён в адмиралы. В сентябре 1866 года на яхте «Штандарт» доставил в Россию невесту наследника цесаревича принцессу Дагмару. В дальнейшем совершал неоднократные плавания между Кронштадтом и Копенгагеном.

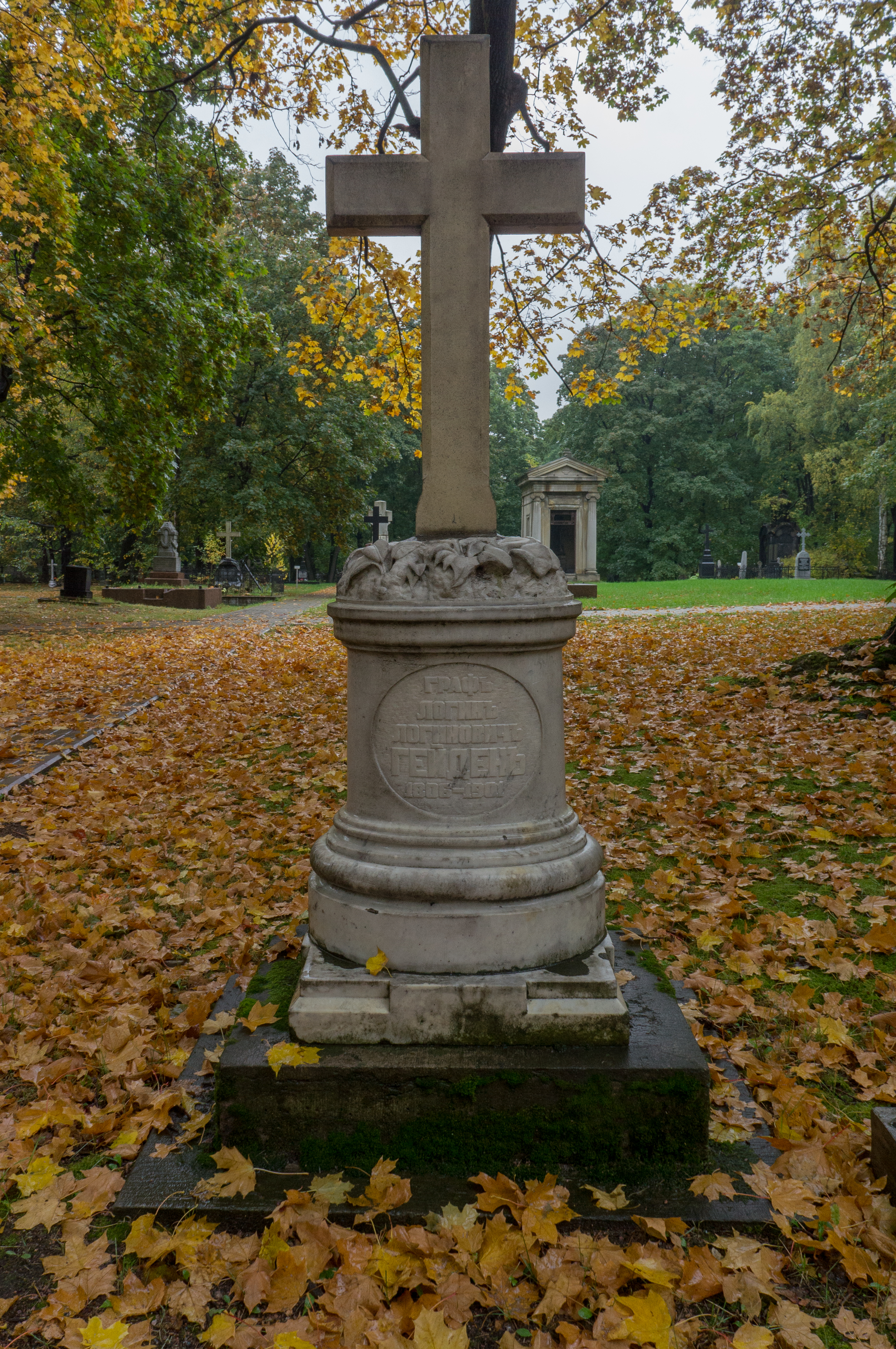
Могила Л. Л. Гейдена

Во время коронаций императоров Александра III (15 мая 1883 года) и Николая II (14 мая 1896 года) адмирал Гейден был удостоен чести нести императорскую корону.

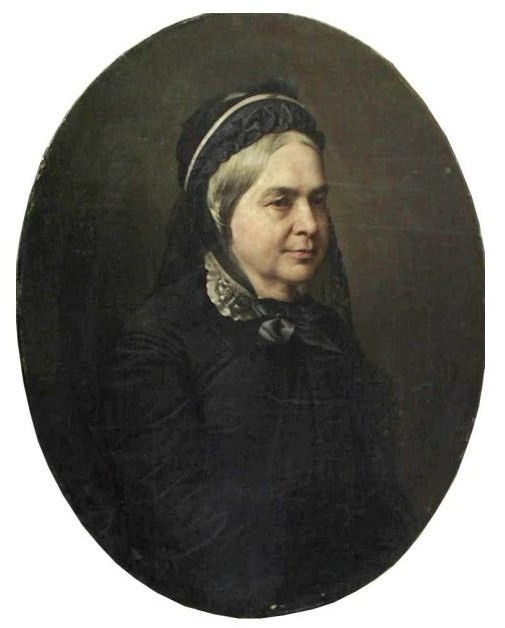
Александра Гейден (1879)

1 января 1889 года пожалован бриллиантовыми знаками ордена Святого апостола Андрея Первозванного. За 50 лет постоянного служения в адмиральском чине 19 апреля 1892 года пожалован украшенными бриллиантами портретами императоров Николая I, Александра II и Александра III для ношения в петлице на Андреевской ленте.
17 ноября 1895 года назначен вице-председателем Александровского комитета о раненых и членом Государственного совета. 20 декабря 1895 года принят почётным членом в Императорское Русское географическое общество.
В день пятидесятилетия нахождения в звании генерал-адъютанта Логин Логинович Гейден был удостоен Высочайшего рескрипта:

«Ныне, в изъявление преемственного в Нашем Доме уважения к вашей многолетней полезной и самоотверженной деятельности, а равно в знак искреннего Моего к вам благорасположения, жалую вам, для ношения на груди, при сем препровождаемые, бриллиантами осыпанные портреты Императоров Александра I, Николая I, Александра II, Александра III и Мой, пребываю к вам навсегда неизменно благосклонный и искренне уважающий вас, НИКОЛАЙ»— Высочайший рескрипт от 3 апреля 1899 г.
Логин Логинович Гейден умер 20 июня (3 июля) 1901 года на даче Мордвиновка в Петергофском уезде. Похоронен в Петербурге на кладбище Воскресенского Новодевичьего монастыря, рядом с супругой; сведения, по которым могила адмирала была утрачена, недостоверны.
Жена (с 30 января 1835) — Александра Ивановна Храповицкая (19.04.1814 — 25.09.1883), фрейлина двора, дочь тайного советника И. С. Храповицкого. Венчались в Петербурге в церкви во имя Спаса Нерукотворного образа Зимнего дворца. Поручителями по жениху были граф А. Л. Гейден и барон П. А. Фредерикс, по невесте — М. Е. Храповицкий и князь П. С. Мещерский. Потомства супруги не оставили.

## Награды
| Российские награды: - орден Святой Анны 3-й степени (15 июля 1826), - орден Святого Владимира 4-й степени с бантом (21 декабря 1827), - медаль «За турецкую войну» (1829), - орден Святого Георгия 4-й степени за 18 морских кампаний (19 декабря 1829), - орден Святой Анны 2-й степени (10 октября 1833), - знак отличия беспорочной службы за XV лет (22 августа 1836), - императорская корона к ордену Святой Анны 2-й степени (5 октября 1838), - орден Святого Владимира 3-й степени (6 декабря 1839), - знак отличия беспорочной службы за XX лет (22 августа 1841), - орден Святого Станислава 1-й степени (1 июля 1845), - орден Святой Анны 1-й степени (30 июня 1846), - знак отличия беспорочной службы за XXV лет (22 августа 1846), - знак отличия беспорочной службы за XXX лет (22 августа 1851), - императорская корона к ордену Святой Анны 1-й степени (15 апреля 1853), - орден Святого Владимира 2-й степени (6 декабря 1854), - знак отличия беспорочной службы за XXXV лет (22 августа 1856), - орден Белого орла (26 августа 1856), - медаль «В память войны 1853—1856» (26 августа 1856), - орден Святого Александра Невского (18 октября 1867), - алмазные знаки к ордену Святого Александра Невского (17 ноября 1870), - орден Святого Владимира 1-й степени (30 августа 1876), - орден Святого апостола Андрея Первозванного (15 мая 1883), - медаль «В память коронации императора Александра III» (1883), - бриллиантовые знаки к ордену Святого апостола Андрея Первозванного (1 января 1889), - знак отличия беспорочной службы за LX лет (22 августа 1889), - украшенные бриллиантами портреты императоров Николая I, Александра II и Александра III для ношения в петлице (19 апреля 1892), - знак отличия беспорочной службы за LXX лет (22 августа 1895), - медаль «В память царствования императора Александра III» (1896), - медаль «В память коронации Императора Николая II» (1896), - медаль «В память царствования Императора Николая I» (1896), - украшенные бриллиантами портреты императоров Николая I, Александра II, Александра III и Николая II для ношения на груди (3 апреля 1899). | Иностранные награды: - орден Почётного легиона, кавалерский крест (Франция, 10 августа 1828), - орден Спасителя, командорский крест (Греция, 3 октября 1835), - орден Вильгельма 3-й степени (Нидерланды, 20 декабря 1837), - орден Меча 3-й степени с алмазными знаками (Швеция, 9 июля 1838), - орден Данеброг, командорский крест (Дания, 9 июля 1838), - орден Святого Иоанна Иерусалимского (Пруссия, 30 сентября 1838), - орден Белого сокола, командорский крест 2-й степени (Саксен-Веймар, 24 июня 1841), - орден Красного орла 2-й степени (Пруссия, 13 июля 1842), - орден Меча 2-й степени (Швеция, 17 февраля 1843), - звезда к ордену Красного орла 2-й степени (Пруссия, 21 сентября 1845), - орден Святых Маврикия и Лазаря, командорский крест 2-й степени (Сардиния, 10 октября 1845), - орден Франциска I 1-й степени (Сицилия, 4 декабря 1845), - орден Меча 1-й степени (Швеция, 9 августа 1846), - орден Фридриха (Вюртемберг, 4 октября 1846), - орден Святого Олафа 1-й степени (Швеция, 5 июля 1850), - орден Заслуг герцога Петра Фридриха Людвига 1-й степени (Ольденбург, 14 октября 1853), - алмазные знаки к ордену Меча 1-й степени (Швеция, 6 апреля 1855), - орден Данеброг 1-й степени с алмазными знаками (Дания, 6 апреля 1855), - орден Спасителя, большой крест (Греция, 6 ноября 1867), - орден Альбрехта 1-й степени (Саксония, 1881), - орден Белого сокола 1-й степени (Саксен-Веймар, 1881), - орден Эрнестинского дома 1-й степени (Саксен-Альтенбург, 1881). |